# Genista majorica
Genista majorica là một loài thực vật có hoa trong họ Đậu. Loài này được Canto & M.J.Sanchez miêu tả khoa học đầu tiên.